# Dwars door België 1956
La Dwars door België 1956, dodicesima edizione della corsa, si svolse dal 14 al 15 aprile su un percorso di 475 km ripartiti in 2 tappe (la seconda suddivisa in due semitappe), con partenza ed arrivo a Waregem. Fu vinta dal belga Lucien De Munster della squadra Elve-Peugeot davanti ai connazionali Frans Schoubben e Andre Rosseel.

## Tappe
| Tappa  | Data      | Percorso                              | km   | Vincitore di tappa | Leader cl. generale |
| ------ | --------- | ------------------------------------- | ---- | ------------------ | ------------------- |
| 1ª     | 14 aprile | Waregem > Eisden                      | 237  | Jan Zagers         |                     |
| 2ª-1ª  | 15 aprile | Eisden > Waregem                      | 204  | Ernest Sterckx     |                     |
| 2ª-2ª  | 15 aprile | Waregem > Waregem (cron. individuale) | 34,5 | Lucien De Munster  | Lucien De Munster   |
| Totale | Totale    | Totale                                | 475  |                    |                     |

## Dettagli delle tappe

### 1ª tappa
- 14 aprile: Waregem > Eisden – 237 km

| Pos. | Corridore      | Squadra       | Tempo    |
| ---- | -------------- | ------------- | -------- |
| 1    | Jan Zagers     | Libertas      | 6h27'00" |
| 2    | Victor Wartel  | Carpano-Coppi | a 2"     |
| 3    | Ernest Sterckx | L'Avenir      | a 3"     |

| Pos. | Corridore | Squadra | Tempo |
| ---- | --------- | ------- | ----- |

### 2ª tappa - 1ª semitappa
- 15 aprile: Eisden > Waregem – 204 km

| Pos. | Corridore         | Squadra      | Tempo    |
| ---- | ----------------- | ------------ | -------- |
| 1    | Ernest Sterckx    | L'Avenir     | 5h07'30" |
| 2    | Roger Rosselle    | Groene Leeuw | s.t.     |
| 3    | Norbert Kerckhove | Faema-Guerra | s.t.     |

| Pos. | Corridore | Squadra | Tempo |
| ---- | --------- | ------- | ----- |

### 2ª tappa - 2ª semitappa
- 15 aprile: Waregem > Waregem (cron. individuale) – 34,5 km

| Pos. | Corridore         | Squadra      | Tempo  |
| ---- | ----------------- | ------------ | ------ |
| 1    | Lucien De Munster | Elve-Peugeot | 48'12" |
| 2    | Frans Schoubben   | Elve-Peugeot | a 6"   |
| 3    | Andre Rosseel     | Elve-Peugeot | a 17"  |

| Pos. | Corridore         | Squadra      | Tempo     |
| ---- | ----------------- | ------------ | --------- |
| 1    | Lucien De Munster | Elve-Peugeot | 11h22'45" |
| 2    | Frans Schoubben   | Elve-Peugeot | a 6"      |
| 3    | Andre Rosseel     | Elve-Peugeot | a 17"     |

## Classifiche finali

### Classifica generale
| Pos. | Corridore           | Squadra             | Tempo     |
| ---- | ------------------- | ------------------- | --------- |
| 1    | Lucien De Munster   | Elve-Peugeot        | 11h22'45" |
| 2    | Frans Schoubben     | Elve-Peugeot        | a 6"      |
| 3    | Andre Rosseel       | Elve-Peugeot        | a 17"     |
| 4    | Gilbert Desmet      | Bertin-D'Alessandro | a 23"     |
| 5    | Jef Planckaert      | Elve-Peugeot        | a 27"     |
| 6    | Andre Blomme        | Bertin-Huret        | a 29"     |
| 7    | Roger Rosselle      | Groene Leeuw        | s.t.      |
| 8    | Lucien Mathys       | Groene Leeuw        | s.t.      |
| 9    | Ernest Sterckx      | L'Avenir            | a 34"     |
| 10   | Alfons Vandenbrande | Libertas-Huret      | s.t.      |